# Jeremy Luke
Jeremy Luke (ur. 23 marca 1977 w Nowym Jorku) – amerykański aktor i producent telewizyjny i filmowy, scenarzysta.

## Wybrana filmografia
- 2001: Potyczki Amy jako drugi dzieciak
- 2003: Nowojorscy gliniarze jako J.J. Flaherty
- 2004: Babski oddział jako Brian Anders
- 2006: Kości jako Eddie Bean
- 2006: Krok od domu jako Dave Gahr
- 2006: Shark jako chłopak od telefonu
- 2006: CSI: Kryminalne zagadki Nowego Jorku jako Randy Kern
- 2007: Ostry dyżur jako Thomas Grasso
- 2007: Wszyscy nienawidzą Chrisa jako Thug
- 2008: Las Vegas jako Mickey
- 2011: Gotowe na wszystko jako Jimmy
- 2012: Inwazja rekinów (TV) jako TC
- 2012: Melissa i Joey jako Raphael
- 2012: Hawaii Five-0 jako Nicky Bova / Punk
- 2013: Don Jon jako Danny
- 2013: Mob City jako Mickey Cohen
- 2014: Zaprzysiężeni jako detektyw Douglas